# Wonesite
La wonesite è un minerale appartenente al gruppo delle miche.